# Huis Sint-Jozef

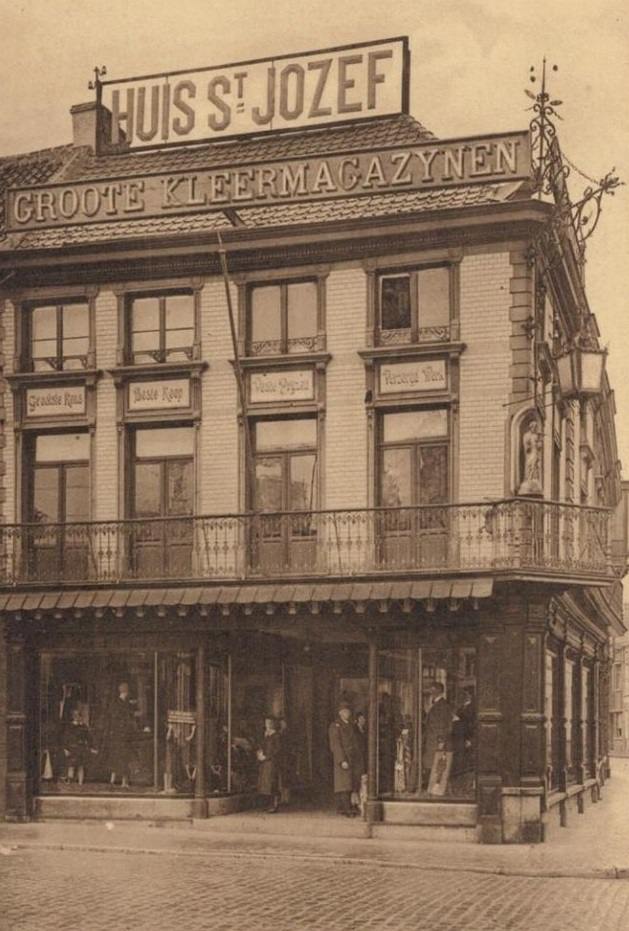
Huis Sint-Jozef

Huis Sint-Jozef is een historisch pand aan de Markt in het Belgische Zottegem. Het (intussen verbouwde) huis staat op de hoek met de Arthur Scheirisstraat. Vroeger was kledingwinkel Huis Sint-Jozef Groote Kleermagazynen erin gevestigd en later papier- en tekenwinkel Bazar Sint-Jozef. Later werd het pand verbouwd in historische stijl, met onderaan een groenten- en fruitwinkel en daarboven appartementen. In een nis op een hoek staat een beeld van de heilige Jozef. Aan Huis Sint-Jozef hangt nog steeds een smeedijzeren lantaarn, de laatst overgebleven lantaarn van de gasverlichting uit de jaren 1860.
Aan het huidige Huis-Sint-Jozef op de hoek van de Arthur Scheirisstraat (tot 1933 'Zwarte Gracht' genoemd) met de Markt was er een paardenput en drenkplaats, die ook het 'wijwater' genoemd werd en in 1895 werd gedempt. Die waterpartij paalde aan afspanning De Swaene (die op de plek van Huis Sint-Jozef stond van minstens de 15de eeuw tot omstreeks 1860, en ook een brouwerij en hotel was). De waterplas waterde via de zogenaamde Zwarte Gracht (in de tuinen tussen de Heldenlaan en de Kasteelstraat) af naar het Egmontkasteel. In 1791 werd de Zwarte Gracht overwelfd.

## Afbeeldingen

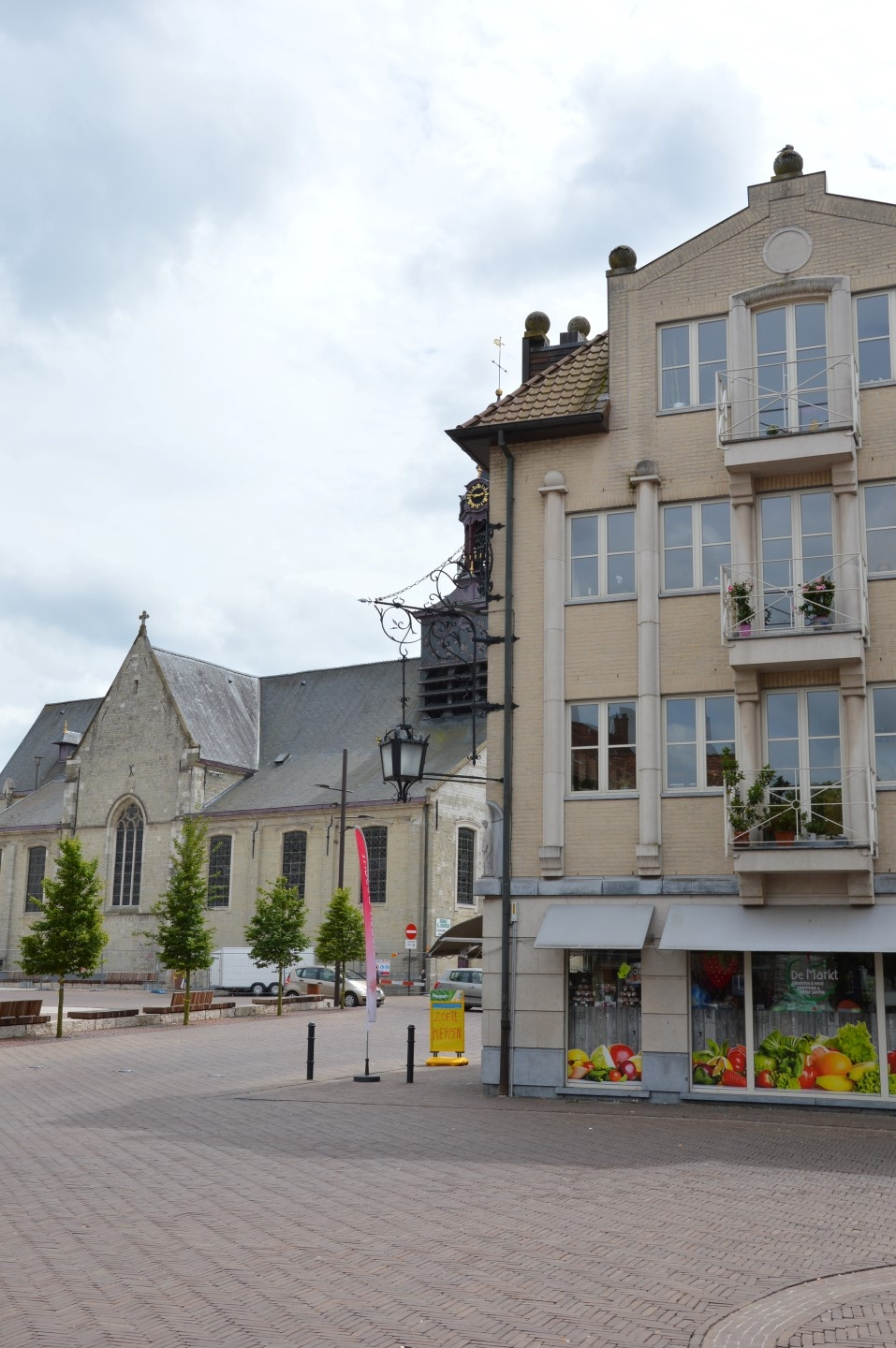
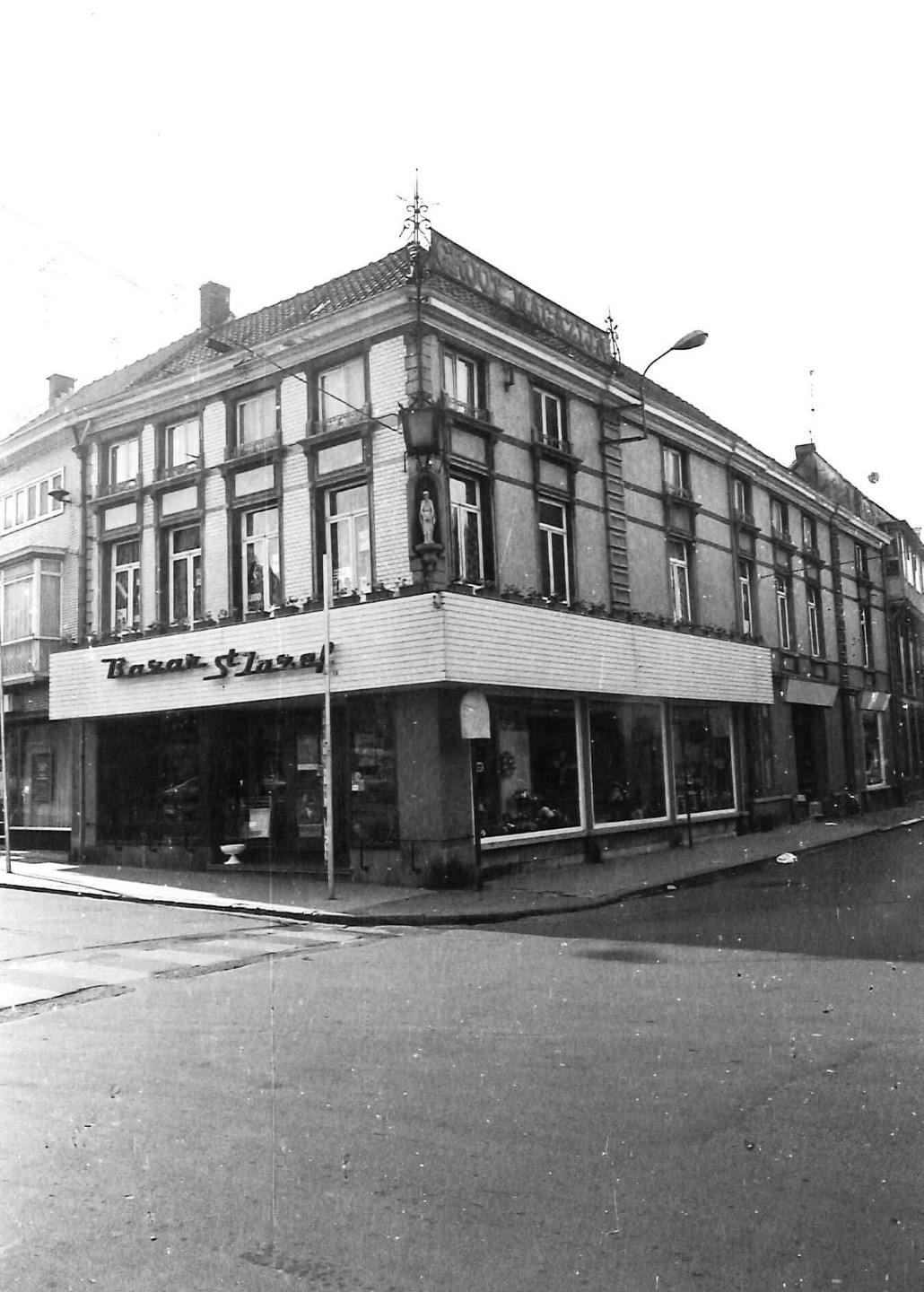
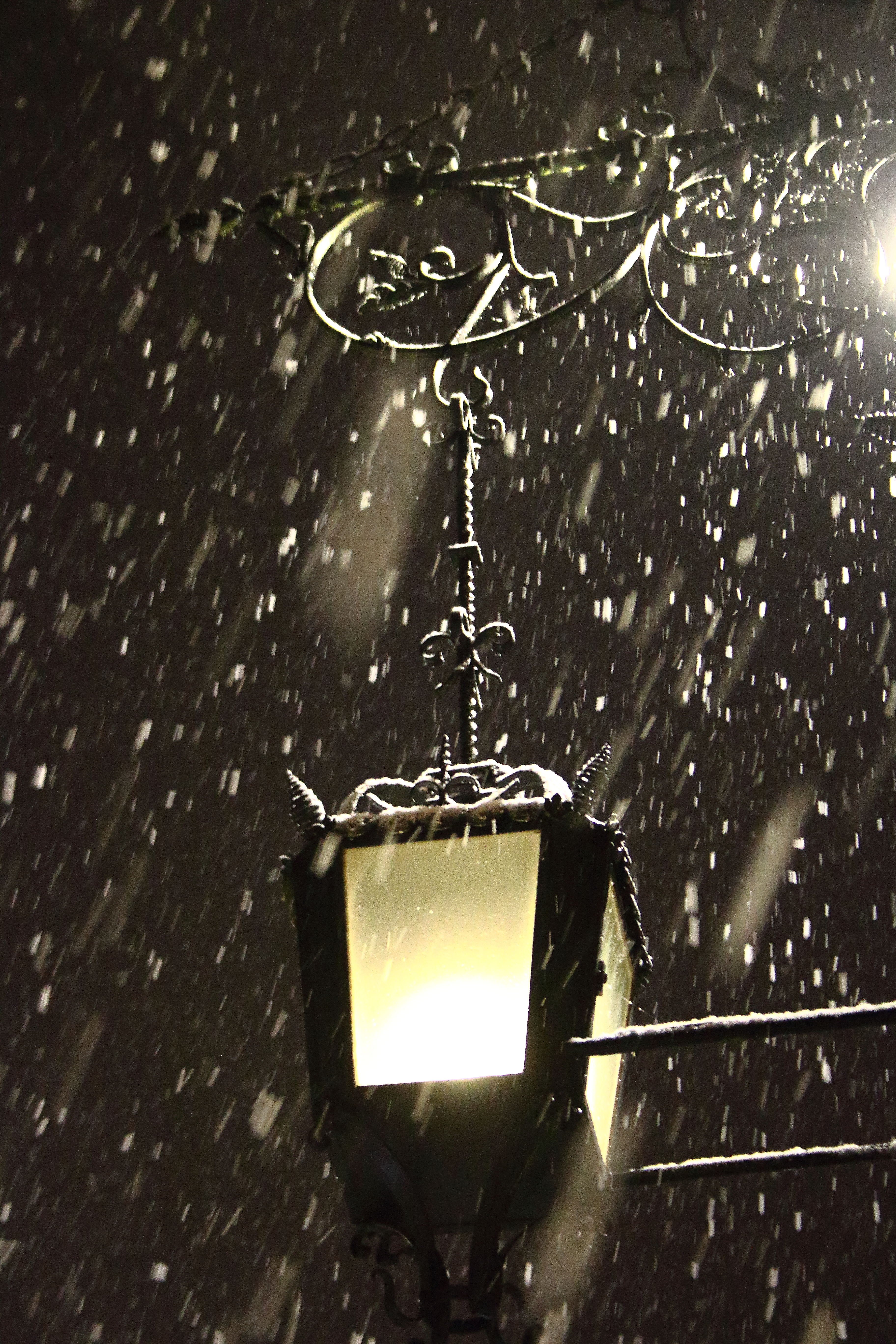
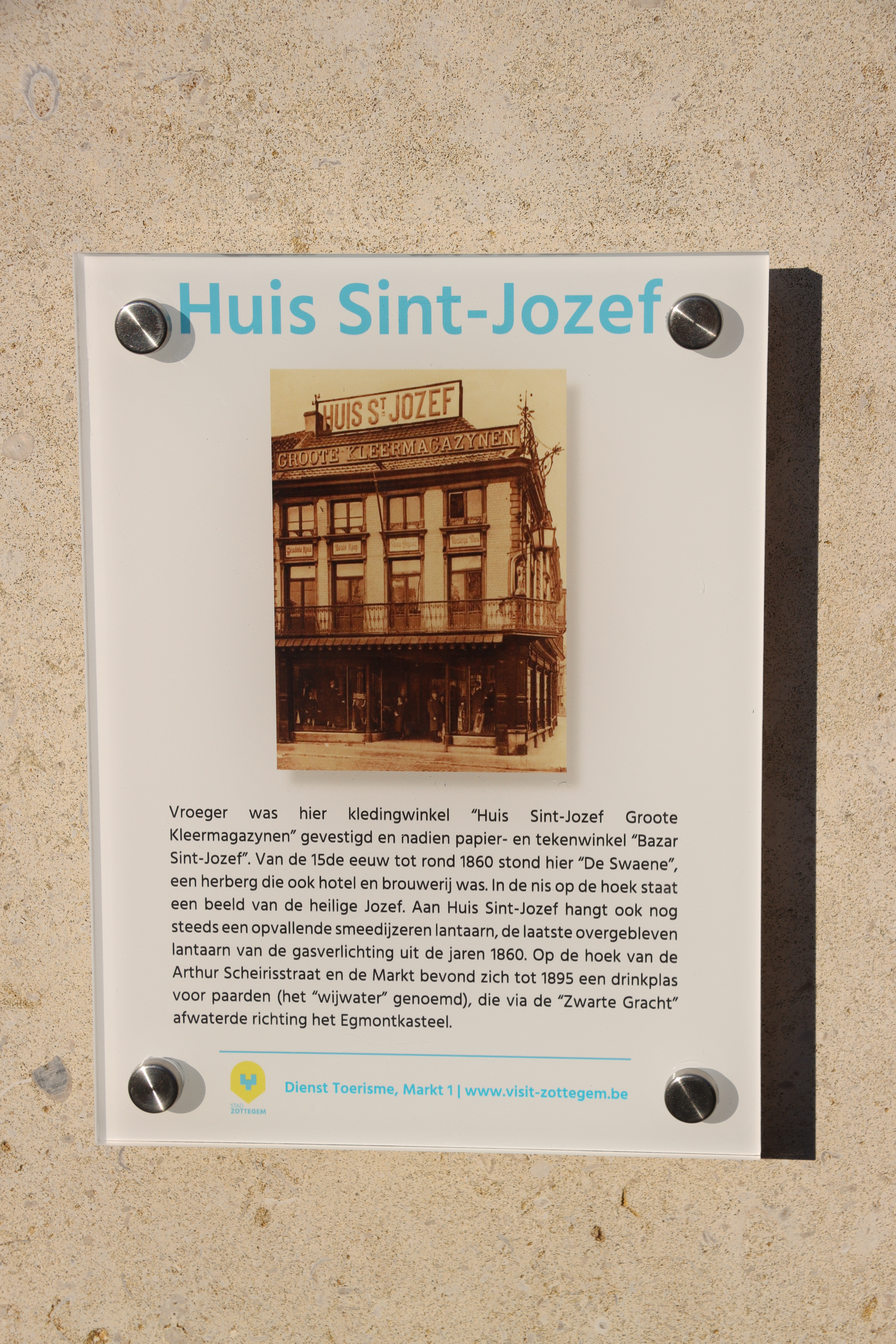